# Dérive des objectifs
La dérive des objectifs (aussi appelée dérive du besoin) en gestion de projet fait référence aux changements incontrôlés dans le périmètre d’un projet. Ce phénomène apparaît généralement lorsque les objectifs d’un projet ne sont pas correctement définis, documentés ou contrôlés. La dérive des objectifs est généralement considérée comme négative et doit, en conséquence, être évitée. 
Généralement, l’augmentation des objectifs se caractérise par l’ajout de nouveaux produits ou de nouvelles fonctionnalités sur un produit déjà défini, sans réajustement correspondant en termes de ressources, de planification ou de budget. En conséquence, l’équipe de projet peut s’éloigner de son but originel et travailler sur de nouveaux objectifs non planifiés. Plus les objectifs d’un projet grandissent, plus il y a de tâches à accomplir pour la même planification et le même budget prévu à l'origine pour un plus petit nombre de tâches. La dérive des objectifs peut donc conduire au dépassement du budget et de la planification originellement prévue. 
Si la budgétisation et la planification sont réajustées en même temps que le périmètre du projet, les changements sont alors généralement considérés comme acceptables. Le terme de dérive des objectifs n’est alors pas employé.
La dérive des objectifs peut être causée par :
- Une tentative du client d’obtenir une plus-value gratuitement ;
- Un mauvais contrôle du changement ;
- Une mauvaise identification initiale des objectifs du projet ;
- Une mauvaise gestion de projet ;
- Une mauvaise communication entre les acteurs du projet.

La dérive des objectifs est considérée comme un risque dans la plupart des projets. La plupart des projets de grande envergure en sont victimes. La stratégie de plus-value gratuite d'un client est difficile à contrecarrer et représente une grande difficulté même pour le plus expérimenté des chefs de projets.